# 1975年世界女子ハンドボール選手権
1975年世界女子ハンドボール選手権はソビエト連邦で1975年に開催された第6回世界女子ハンドボール選手権である。

## 最終順位
|    | 東ドイツ         |
|    | ソビエト連邦     |
|    | ハンガリー       |
| 4  | ルーマニア       |
| 5  | ユーゴスラビア   |
| 6  | チェコスロバキア |
| 7  | ポーランド       |
| 8  | ノルウェー       |
| 9  | デンマーク       |
| 10 | 日本             |
| 11 | アメリカ合衆国   |
| 12 | チュニジア       |